# Prémio Wakker
O Prémio Wakker é atribuído pelo Património suíço - em alemão Heimatschutz - à comuna suíça ou organização que fez esforços para preservar e valorizar o seu património. O nome deriva do homem de negócios genebrino Henri-Louis Wakker.
O prémio é atribuído se satisfaz as seguintes condições :
- o desenvolvimento qualitativo e a revalorização do local, são manifestos numa óptica contemporânea,
- a maneira de abordar o problema respeita as estruturas urbanizadas e o meio edificado existente
- existe uma implicação activa para promover uma arquitectura de qualidade superior à média
- ordenamento local do território segundo as normas actuais e favorecer um desenvolvimento às condições do prémio

A apreciação global funda-se também na: protecção da paisagem e do meio-ambiente, planificação dos transportes, qualidade do habitat, e gestão durável

## Lista dos premiados
- 1972: Stein am Rhein
- 1973: Saint-Prex
- 1974: Wiedlisbach
- 1975: Guarda
- 1976: Grüningen
- 1977: Gais
- 1978: Dardagny
- 1979: Ernen
- 1980: Soleura
- 1981: Elm
- 1982: Avegno
- 1983: Muttenz
- 1984: Wil
- 1985: Laufenburg
- 1986: Diemtigen
- 1987: Bischofszell
- 1988: Porrentruy
- 1989: Winterthour
- 1990: Montreux
- 1991: Cham
- 1992: Saint-Gall
- 1993: Monte Carasso
- 1994: La Chaux-de-Fonds
- 1995: Splügen
- 1996: Basileia
- 1997: Berna
- 1998: Vrin
- 1999: Hauptwil-Gottshaus
- 2000: Genebra
- 2001: Uster
- 2002: Turgi
- 2003: Sursee
- 2004: Bienna
- 2005: Caminhos de Ferro Federais (CFF)
- 2006: Delémont
- 2007: Altdorf
- 2008: Granges
- 2009: Yverdon-les-Bains
- 2010: Fläsch
- 2011: Distrito do Oeste lausanês (9 comunas)
- 2012: Köniz